# Rory White
Rory Wilbur White (Tuskegee, 16 agosto 1959) è un ex cestista e allenatore di pallacanestro statunitense, professionista nella NBA, in Europa e in Argentina.

## Carriera
Venne selezionato dai Phoenix Suns al quarto giro del Draft NBA 1982 (86ª scelta assoluta).